# Parryøya

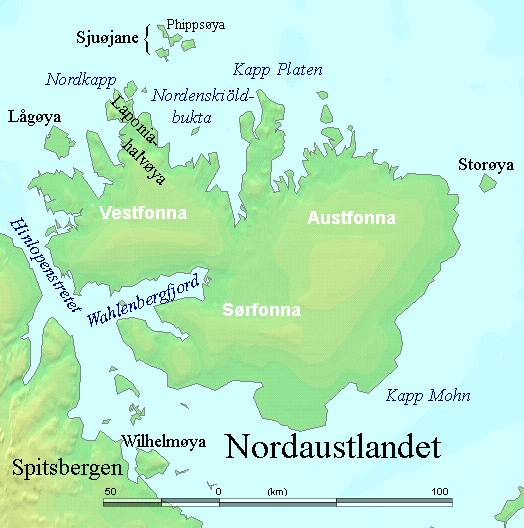
Lägeskarta

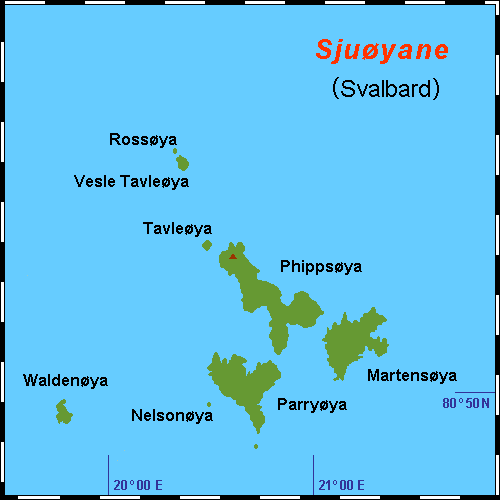
Sjuöarna.

Parryøya (svenska: Parryön) är en klippö i ögruppen Sjuöarna i nordöstra Svalbard. Ögruppen är det nordligaste området i Svalbard och en av Svalbards ytterpunkter.

## Geografi
Parryøya ligger cirka 350 km nordöst om Longyearbyen och cirka 50 km norr om Nordaustlandet vid Nordenskiöldbukta i Norra ishavet.
Ön ligger strax sydväst om huvudön Phippsøya som den sydligaste ön i gruppen.
Förvaltningsmässigt ingår den obebodda Parryøya i naturreservatet Nordaust-Svalbard naturreservat.

## Historia
Sjuöarna upptäcktes möjligen redan 1618 av holländska valfångare från Enkhuizen.
Parryøya namngavs efter brittiske upptäcktsresande William Edward Parry som ledde den engelska polarexpeditionen 1827 med fartyget "HMS Hecla" .
Ön besöktes även av svenske Adolf Erik Nordenskiöld under dennes Svalbardexpedition 1861 tillsammans med geologen Otto Torell.
Under den Svensk-ryska gradmätningsexpeditionen åren 1898-1902 beräknade svenske Vilhelm Carlheim-Gyllensköld öns latitud i juli 1898 när expeditionen satte upp en mätpunkt på öns högsta punkt. Ryske Rubin utforskade sedan öns topografi i september 1902.
1973 inrättades Nordaust-Svalbard naturreservat.